# پریماورا (نرم‌افزار)
سیستم‌های پریماورا نام تجاری محصولاتی است که به اتفاق هم مجموعه‌ای گسترده جهت مدیریت پروژه را تشکیل می‌دهند. 
نرم‌افزار پریماورا برای نخستین بار در سال ۱۹۸۳ میلادی (۱۳۶۲ خورشیدی) توسط شرکت سیستم‌های پریماورا ارائه گردید که پس از خرید امتیاز این شرکت توسط اوراکل، تحت کنترل این شرکت عرضه می‌گردد.

پرکاربردترین نرم‌افزار این مجموعه در ایران نرم‌افزار زمان‌بندی (کنترل پروژه) آن است (Primavera P6 Enterprise Project Portfolio Management). این نرم‌افزار و مایکروسافت پراجکت دو نرم‌افزار رایج در برنامه‌ریزی پروژه‌های ایرانی هستند. معمولاً انتخاب یکی از این دو نرم‌افزار بر اساس ترجیح‌های دست‌اندرکاران پروژه‌ها انجام می‌شود.

## نرم‌افزارهای کنونی این سیستم
نرم‌افزارهای مدیریت جامع پرتفولیوی پروژه تا سال ۲۰۱۲ میلادی (۱۳۹۱ خورشیدی) از قرار زیر می‌باشند:
- Primavera P6 Enterprise Project Portfolio Management
- Primavera P6 Professional Project Management
- Primavera P6 Analytics
- Primavera Portfolio Management
- Primavera Contract Management, Business Intelligence Publisher Edition
- Primavera Risk Analysis
- Primavera Inspire for SAP
- Primavera Earned Value Management
- Primavera Contractor